# Ray Tutt
Raymond Lee Tutt, detto Ray (San Pedro, 16 settembre 1975), è un ex cestista statunitense con cittadinanza italiana.

## Carriera
Dopo aver svolto il periodo universitario tra l'Azusa Pacific University e la UC Santa Barbara ed avere avuto una breve parentesi americana ai Fargo-Moorhead Beez della IBA, Tutt approdò a Cipro nel 1998 per vestire la maglia dell'Omonia Nicosia. Nel periodo che va dal 1999 al 2002 continuò ad alternare campionati americani ad esperienze estere: dapprima firmò con gli statunitensi New Jersey Shorecats nella lega USBL, poi con gli argentini dell'Andino La Rioja  con cui viaggiò a 26,5 punti di media. La sua carriera proseguì in patria ai Fort Wayne Fury nella CBA e poi ai Trenton Shooting Stars, sempre negli States ma nella lega IBL. Seguì un breve ritorno ai New Jersey Shorecats, per poi emigrare nel campionato delle Filippine con i Red Bull Thunder. Nel dicembre 2001 tornò negli Stati Uniti per giocare nella NBDL con i Columbus Riverdragons.
In vista della stagione 2002-2003, la Sicc Jesi (militante nel campionato italiano campionato di Legadue) puntò su di lui per ricoprire il ruolo di guardia titolare. Tutt fu il principale terminale offensivo della squadra avendo disputato una stagione regolare da 23,8 punti a partita, media che lo piazzò al sesto posto nella classifica marcatori di quell'anno. L'8 dicembre 2002 mise a segno il suo career high in Italia in occasione della trasferta persa a Messina, quando realizzò 42 punti.
La formazione marchigiana ottenne a fine stagione un quarto posto in classifica che valse la qualificazione ai play-off, ma la rincorsa alla massima serie terminò in semifinale con il 2-3 contro Teramo in favore degli abruzzesi.
Nel novembre 2003 approdò di nuovo nel campionato filippino giocando per i Santa Lucia Realty, ma nel febbraio 2004 si trasferì ancora in Italia, firmando questa volta con la Bipop Reggio Emilia in Legadue a stagione in corso per sostituire l'infortunato Terrance Roberson. Con 15,3 punti di media in undici presenze contribuì al raggiungimento del primo posto in classifica e alla conseguente promozione degli emiliani in Serie A.
L'anno seguente Tutt debuttò nella massima serie italiana, non con la formazione reggiana bensì con i colori gialloverdi del suo precedente club italiano, la Sicc Jesi, che nel frattempo aveva conquistato ai play-off della Legadue 2003-2004 la prima promozione in Serie A della propria storia. Il suo apporto in questa parentesi fu di 16,7 punti a match, miglior marcatore stagionale di squadra, con il 42,1% al tiro da tre punti. Nonostante ciò, Jesi chiuse il campionato con la retrocessione in Legadue arrivata con una giornata d'anticipo.
Nel luglio 2005 ottenne la cittadinanza italiana per matrimonio. In funzione di ciò, gli spagnoli del Granada, militanti nella Liga ACB 2005-2006, poterono utilizzarlo con lo status di giocatore comunitario. La sua permanenza durò fino ad inizio marzo 2006, quando le due parti arrivarono alla rescissione contrattuale. In diciannove partite di campionato, di cui solo nove iniziate nel quintetto base, realizzò 5,6 punti di media. Rimase comunque in Spagna, dato che nello stesso giorno della rescissione con il Granada venne ufficializzato il suo trasferimento al La Palma (seconda serie nazionale) dove andò a sostituire Giōrgos Diamantopoulos. Venne poi confermato anche per la stagione seguente.
La sua quarta parentesi italiana ebbe luogo nella stagione 2007-2008, quando siglò un accordo con l'ambiziosa Juvecaserta che cercava la promozione dalla Legadue alla Serie A. In stagione regolare Tutt segnò 15,2 punti in 26,7 minuti a gara con un notevole 48,2% nel tiro da tre punti (54 centri su 112 tentativi). Il secondo posto dei bianconeri al termine della regular season costrinse la squadra a disputare i play-off, i quali videro trionfare proprio la compagine casertana che tornò così nella massima serie. L'apporto di Tutt nelle nove partite di play-off da lui giocate fu di 7,1 punti in 16,4 minuti a gara, con numeri più bassi rispetto a quelli di qualche mese prima anche in virtù dell'ingaggio della guardia Guillermo Díaz avvenuto a marzo. Venne confermato in rosa da Caserta anche per l'inizio della stagione successiva, ma collezionò solo due apparizioni nelle prime due giornate prima di concordare la rescissione e passare il giorno stesso alla New Basket Brindisi in Legadue. A fine gennaio venne di fatto accantonato con l'ingaggio di un altro passaportato italiano quale Tony Binetti, tanto che di lì in poi Tutt giocò solo una partita in totale, quando il comunitario Sōtīrīs Gkioulekas fu indisponibile per la sfida casalinga persa contro Sassari. Con i pugliesi Tutt scese in campo in quattordici gare di campionato nelle quali siglò 8,9 punti di media. Essa rappresentò anche la sua ultima parentesi da giocatore.

## Palmarès
- Golden State Athletic Conference Player of the Year: 1995, 1996
- All-Big West MVP: 1997
- All-IBL First Team (2001)
- All-IBL Second Team (2000)
- Miglior quintetto italiano della Legadue: 2008